# استیون شنکر
 استیون شنکر (انگلیسی: Stephen Shenker) فیزیکدان نظری اهل ایالات متحده آمریکا است که روی نظریه ریسمان کار می‌کند.